# کاباچائیر (بایبورد)
کاباچائیر (به ترکی استانبولی: Kabaçayır) (به کردی: Qalîsqevar) یک منطقهٔ مسکونی در ترکیه است که در بایبورد واقع شده‌است. کاباچائیر ۲۴۰ نفر جمعیت دارد.